# Tristan (stripreeks)
Tristan is een historische Franse stripreeks, gecreëerd door Jacques Martin met originele tekeningen van Jean Pleyers. Vanaf album 10 'De heksen' werden scenario's door de tekstschrijvers Hugues Payen, Jerry Frissen en Jean-Luc Cornette uitgewerkt onder supervisie van Jacques Martin. Ook nemen tekenaars Thierry Cayman en Paul Teng gedeeltelijk of geheel het tekenwerk van Jean Pleyers over. De reeks verscheen voor het eerst in 1978 onder de Franse titel Jhen.
De twee eerste albums werden in het Nederlands in respectievelijk 1984 en 1985 uitgegeven door uitgeverij De Lombard Uitgaven onder de naam Xan. Tegelijkertijd verscheen in 1984 bij uitgeverij Casterman het album 'De kluizenaar' onder de naam Tristan, kort daarna gevolgd door 3 andere albums. In 1998 werden de eerste twee Xan albums door uitgeverij Casterman opnieuw uitgegeven onder de naam Tristan.

## Verhaal
Aan het einde van de Honderdjarige Oorlog (eerste helft 15e eeuw) beleeft Tristan, een meesterbeeldhouwer, allerlei avonturen voornamelijk in Frankrijk al spelen zich enkele verhalen ook af in Engeland en Italië. Hij is bevriend met Gilles de Rais, 'Maarschalk van Frankrijk' en berucht voor zijn kinderverkrachtingen en -moorden. Dit is dan ook een wederkerend thema in de verhalen net zoals alchemie, magie, satan en machtsmisbruik van de kerk. Ook andere historische figuren zoals Karel VII van Frankrijk en dauphin Lodewijk XI van Frankrijk verschijnen ten tonele.

## Albums
| Jaar | Reeks/nr       | Titel                         | Tekenaar       | Scenarist                                         | Originele titel (jaar)             | Uitgever   |
| ---- | -------------- | ----------------------------- | -------------- | ------------------------------------------------- | ---------------------------------- | ---------- |
| 1984 | Xan nr. 1      | Het goud van de dood          | Jean Pleyers   | Jacques Martin                                    | L'Or de la mort (1984)             | Le Lombard |
| 1984 | Tristan nr. 3  | De kluizenaar                 | Jean Pleyers   | Jacques Martin                                    | Les Écorcheurs (1984)              | Casterman  |
| 1985 | Xan nr. 2      | Jehanne van Frankrijk         | Jean Pleyers   | Jacques Martin                                    | Jehanne de France (1985)           | Le Lombard |
| 1984 | Tristan nr. 4  | Het geheim van de weerwolf    | Jean Pleyers   | Jacques Martin                                    | Barbe-bleue (1984)                 | Casterman  |
| 1985 | Tristan nr. 5  | De kathedraal                 | Jean Pleyers   | Jacques Martin                                    | La Cathédrale (1985)               | Casterman  |
| 1986 | Tristan nr. 6  | De lelie en het monster       | Jean Pleyers   | Jacques Martin                                    | Le Lys et l'Ogre (1986)            | Casterman  |
| 1989 | Tristan nr. 7  | De alchemist                  | Jean Pleyers   | Jacques Martin                                    | L'Alchimiste (1989)                | Casterman  |
| 1990 | Tristan nr. 8  | Het geheim van de tempeliers  | Jean Pleyers   | Jacques Martin                                    | Le Secret des templiers (1990)     | Casterman  |
| 1998 | Tristan nr. 1  | Het goud van de dood          | Jean Pleyers   | Jacques Martin                                    | L'Or de la mort (1984)             | Casterman  |
| 1998 | Tristan nr. 2  | Jeanne d'Arc                  | Jean Pleyers   | Jacques Martin                                    | Jehanne de France (1985)           | Casterman  |
| 2000 | Tristan nr. 9  | De aartsengel                 | Jean Pleyers   | Jacques Martin                                    | L'Archange (2000)                  | Casterman  |
| 2008 | Tristan nr. 10 | De heksen                     | Thierry Cayman | Jacques Martin & Hugues Payen                     | Les Sorcières (2008)               | Casterman  |
| 2009 | Tristan nr. 11 | De serenissimus               | Jean Pleyers   | Jacques Martin & Hugues Payen                     | La Sérénissime (2009)              | Casterman  |
| 2011 | Tristan nr. 12 | De hertog van Bourgondië      | Thierry Cayman | Jacques Martin & Hugues Payen                     | Le Grand Duc d'Occident (2011)     | Casterman  |
| 2012 | Tristan nr. 13 | De schaduw van de katharen    | Jean Pleyers   | Jacques Martin & Hugues Payen                     | L'Ombre des Cathares (2012)        | Casterman  |
| 2013 | Tristan nr. 14 | Dracula                       | Jean Pleyers   | Jacques Martin, Jerry Frissen & Jean-Luc Cornette | Draculea (2013)                    | Casterman  |
| 2016 | Tristan nr. 15 | De ijzeren poort              | Paul Teng      | Jacques Martin, Jerry Frissen & Jean-Luc Cornette | Les Portes de fer (2016)           | Casterman  |
| 2017 | Tristan nr. 16 | De pest                       | Paul Teng      | Jacques Martin, Jerry Frissen & Jean-Luc Cornette | La Peste (2017)                    | Casterman  |
| 2019 | Tristan nr. 17 | Het proces van Gilles de Rais | Jean Pleyers   | Jacques Martin & Néjib                            | Le Procès de Gilles De Rais (2019) | Casterman  |
| 2020 | Tristan nr. 18 | De veroveraar                 | Paul Teng      | Jacques Martin & Valérie Mangin                   | Le Conquérant (2020)               | Casterman  |
| 2022 | Tristan nr. 19 | Jeanne des Armoises           | Jean Pleyers   | Jacques Martin & Néjib                            | Jeanne des Armoises (2022)         | Casterman  |

Het eerste album kende een tweede druk bij Le Lombard in 1985 en een paar herdrukken bij Casterman na hun eerste druk in 1998, namelijk in 2002 en 2008. Nummer 2 werd heruitgegeven in 2002 en 2012. Nummer 3 en 4 kenden heruitgaven in 1988, 1997 en 2001. Nummer 5 werd heruitgegeven in 1991 en 2000. Nummer 8 kende heruitgaven in 2001 en 2016. Nummer 9 werd heruitgegeven in 2009.

## Prijs
In 2016 won het album De ijzeren poort een Prix Saint-Michel in de categorie Beste album van een Nederlandstalige auteur.

## De reizen van Tristan
Naast de avonturen van Tristan is er nog een reeks van stripboeken uitgegeven welke is getiteld "De reizen van Tristan". Deze reeks geeft een bron van informatie over de gehele geschiedenis van de tijd waarover de avonturen van Tristan zich heeft afgespeeld. Verschillende tekenaars en scenaristen werkten aan deze reeks.